# Галл (Іллінойс)
Галл (англ. Hull) — селище (англ. village) в США, в окрузі Пайк штату Іллінойс. Населення — 392 особи (2020).

## Географія
Галл розташований за координатами 39°42′39″ пн. ш. 91°12′3″ зх. д. / 39.71083° пн. ш. 91.20083° зх. д. (39.710777, -91.200796).  За даними Бюро перепису населення США в 2010 році селище мало площу 4,81 км², з яких 4,78 км² — суходіл та 0,03 км² — водойми.

## Демографія
Згідно з переписом 2010 року, у селищі мешкала 461 особа в 191 домогосподарстві у складі 123 родин. Густота населення становила 96 осіб/км².  Було 222 помешкання (46/км²).
Расовий склад населення:
| - 98,5 % — білих - 0,4 % — вихідців з тихоокеанських островів |

До двох чи більше рас належало 1,1 %. Частка іспаномовних становила 1,3 % від усіх жителів.
За віковим діапазоном населення розподілялося таким чином: 23,0 % — особи молодші 18 років, 62,2 % — особи у віці 18—64 років, 14,8 % — особи у віці 65 років та старші. Медіана віку мешканця становила 39,3 року. На 100 осіб жіночої статі у селищі припадало 97,0 чоловіків;  на 100 жінок у віці від 18 років та старших — 89,8 чоловіків також старших 18 років.
Середній дохід на одне домашнє господарство  становив 43 230 доларів США (медіана — 40 647), а середній дохід на одну сім'ю — 44 940 доларів (медіана — 40 500). Медіана доходів становила 38 125 доларів для чоловіків та 30 750 доларів для жінок. За межею бідності перебувало 27,2 % осіб, у тому числі 32,3 % дітей у віці до 18 років та 0,0 % осіб у віці 65 років та старших.
Цивільне працевлаштоване населення становило 209 осіб. Основні галузі зайнятості: виробництво — 30,6 %, освіта, охорона здоров'я та соціальна допомога — 20,1 %, роздрібна торгівля — 13,4 %, транспорт — 6,7 %.